# Viherlaakso
Viherlaakso (en suédois : Gröndal) est un quartier de la ville d'Espoo, en Finlande.

## Description
Le quartier est voisin de Karakallio, Kilo, Lippajärvi, Lähderanta, Kauniainen. Il est au bord de la Seututie 110 et du Kehä II.